# 아마시아 강화
아마시아 강화(페르시아어: پیمان آماسیه, 튀르키예어: Amasya Antlaşması)는 1555년 5월 29일, 사파비 왕조의 타흐마스프 1세와 오스만 제국의 쉴레이만 1세 사이에 체결된 제1차 오스만-사파비 전쟁의 강화 조약이다. 조약의 명칭은 아마시아에서 체결된 데 따른 것이다.

## 내용
조약은 이란과 오스만 제국 사이의 국경을 획정하고 평화는 이후 20년간 계속되었다. 조약에 의해 아르메니아와 조지아는 동서로 등분되어 서부 아르메니아, 서부 쿠르디스탄, 서부 조지아 (메스케티 서부 포함)는 오스만 령, 동부 아르메니아, 동부 쿠르디스탄, 동부 조지아 (메스케티 동부 포함)를 이란 령으로 한다. 오스만 제국이 바그다드를 포함한 이라크 대부분을 획득하고 페르시아만 출구를 얻었으며, 이란은 전쟁에 영유하고 있는 전 수도 타브리즈와 북서부 코카서스 지방 등 (다게스탄과 아제르바이잔 전역 포함) 모두 유지했다. 이를 통해 양국의 국경선은 동서 조지아를 나누며 말리캅카스산맥에서 아르메니아, 자그로스산맥의 서쪽 기슭을 통과하여 페르시아 만까지 계속된다.
에르주룸, 샤흐리조르, 반 등 동부 아나톨리아 지방의 일부 도시는 완충 지대에 지정되었다. 카르스는 중립을 선언하였지만, 요새가 파괴되었다.
오스만 제국은 또한 페르시아 순례자에게 메카와 메디나 등 성지과 이라크의 시아파 순례에 통행을 허용했다.
최종적으로 코카서스 지방의 분할과 메소포타미아의 오스만에 할양에 대해서는 1639년 맺어진 평화 조약인 주하브 조약으로 미루어졌다.
이 조약은 또 다른 의무를 부과했다. 3대째까지의 정통 칼리파, 아이샤와 사하바에 대한 저주를 중지하는 의무를 부과했다. 이 의무는 모든 오스만과 사파비 간의 조약에서 부과되었지만, 시아파인 사파비 왕조와 타흐마스프 1세에게는 굴욕적이었다.